# Thé en Turquie
Le thé turc (en turc : çay) est produit sur la côte est de la mer Noire, qui a un climat doux, des précipitations élevées et un sol fertile. En 2016, la consommation de thé par habitant atteint 4 kg par an.

## Histoire
Le thé devient une boisson très répandue au début du vingtième siècle. Il est d’abord présenté comme une alternative au café, devenu difficile à trouver et très cher après la Première Guerre mondiale et la dissolution de l’Empire ottoman, qui a mené à la perte des territoires du Sud-Est où le café est cultivé,. Mustafa Kemal Atatürk encourage la consommation de thé afin de stimuler la production locale.
En 1937, des tonnes de graines importées de Géorgie sont plantées dans la province de Rize, ce qui marque le début de la production turque intensive du thé,. La première usine de transformation du thé voit le jour en 1941 et la production de thé s'étend dans les années 1950 aux régions de Giresun et aux bords de la Mer Noire.
En 1971 est fondé Çay-Kur, une institution possédée par l'État afin d'organiser la production du thé ; en 1984, le secteur du thé s'ouvre à la concurrence privé, mais Çai-Kur garde ses plantations et continue à en contrôler la majorité du pays.
Au cours du vingtième siècle, certaines villes autour de la Mer Noire sont renommées en honneur du thé, en particulier Kadahor devenue Çaykara et Mapavri devenue Çayeli.
« La culture du çay (thé) : un symbole d'identité, d'hospitalité et d'interaction sociale » est inscrite, au profit de la Turquie et de l'Azerbaïdjan sur la liste représentative du patrimoine culturel immatériel de l'humanité par l'UNESCO en 2022.

## Consommation

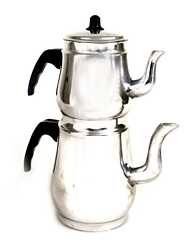
Un çaydanlık en aluminium.

### Préparation
Le thé turc est généralement préparé à l'aide de çaydanlık, une sorte de samovar spécialement conçu à cet effet. L'eau est portée à ébullition dans la partie basse du récipient, puis une partie de l'eau est utilisée pour remplir les petites bouilloire sur le haut remplies de plusieurs cuillères à soupe de feuilles de thé en vrac, produisant un thé très fort. Une fois servis, le reste de l'eau est utilisé pour diluer le thé individuellement, permettant à chacun de choisir entre un thé fort (« koyu », ou foncé) et un thé faible (« açık », ou clair).
Le thé est bu dans de petits verres en forme de tulipe pour qu'il reste chaud et pour bien voir sa couleur. Comme il est servi brûlant, on tient le verre par son bord. Il est servi avec des morceaux de sucre de betterave, et très rarement avec du lait ou du citron.

### Demande
Dans une moindre mesure que dans les autres pays musulmans, le thé remplace à la fois l'alcool et le café comme boisson sociale.
En 2004, la Turquie a la plus haute consommation de thé par personne au monde avec 2,5 kg par personne, devant le Royaume-Uni.
En 2016 en Turquie, où certaines personnes peuvent boire plus de dix tasse de thé par jour, la consommation par habitant atteint 4 kg par an.

## Commerce

### Importation
En 2020, la Turquie importe 157 millions de dollars de thé cette année, ce qui en fait le 18e plus grand importateur de thé au monde. La Turquie importe majoritairement ses thés, dans l’ordre, du Sri Lanka, du Kenya, d’Inde, de Géorgie et de Chine.

### Exportation
Sur les 205 500 tonnes de thé produites en 2004, 120 000 tonnes sont consommées en Turquie et le reste est exporté. En 2019, la Turquie est le trente-sixième plus grand exportateur de thé au monde et ses clients principaux sont, dans l’ordre, la Belgique, l’Allemagne, Chypre, les États-Unis et Israël ; la politique turque est d'augmenter la production afin de réaliser plus d'exportations.

## Production

### Plantations

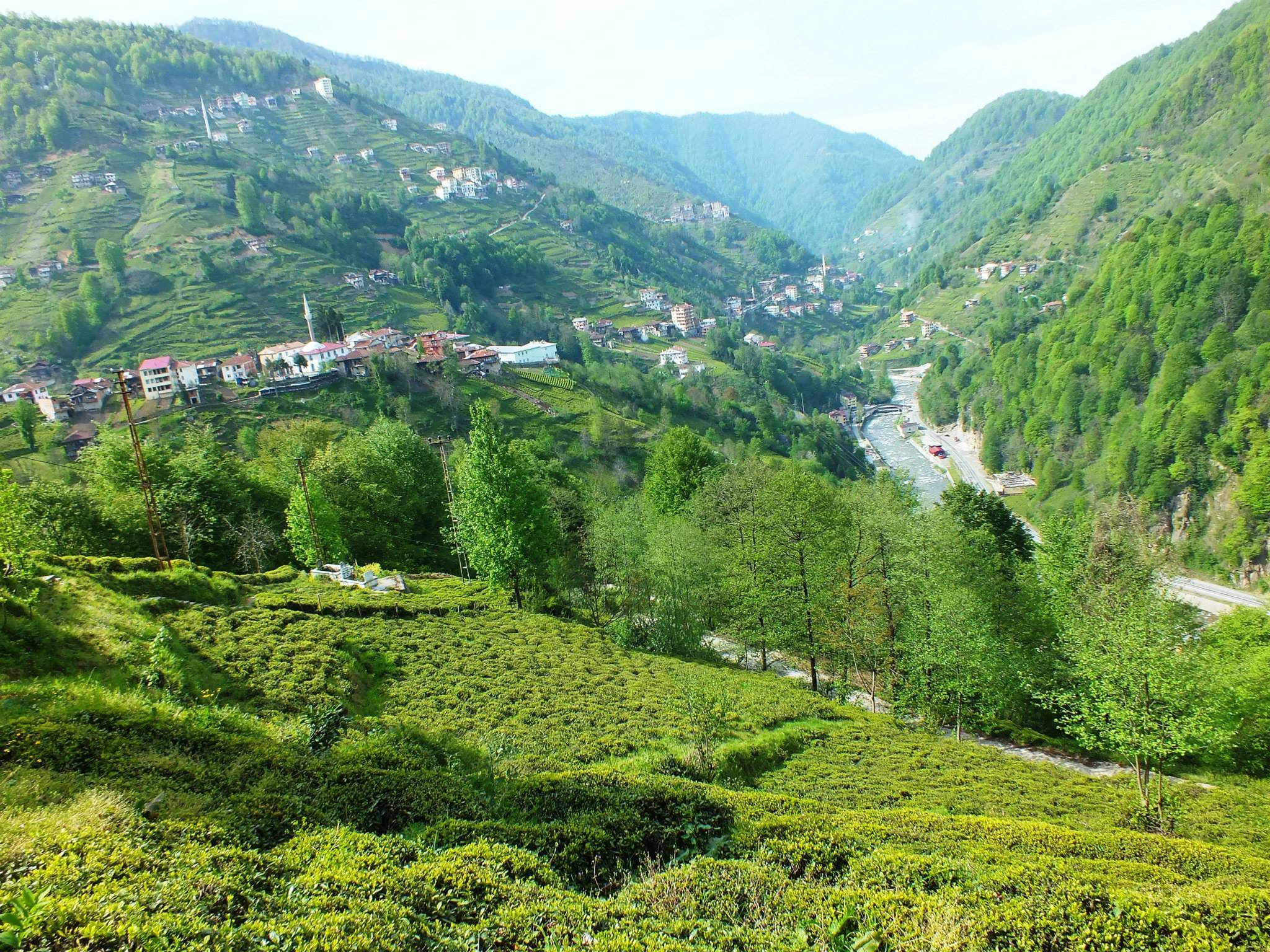
Plantations de thé dans la province de Rize.

En 2004, la Turquie a produit 205 500 tonnes de thé (6,4 % de la production mondiale de thé), ce qui en fait l'un des plus grands producteurs dans le monde ; 120 000 tonnes sont directement consommées en Turquie, et le reste est exporté. Sa production augmente régulièrement, passant à 220 000 tonnes en 2016.
Le thé est cultivé principalement dans la province de Rize sur la côte de la mer Noire (65%) ; les autres régions productrices sont Trabzon (21%), Artvin (11%) et plus anecdotiquement Giresun et Ordu (3% chacune),. Il s’agit essentiellement de thé noir.
La qualité du thé produit, en particulier celui des petits producteurs, laisse parfois à désirer en raison de mauvaises techniques de récolte : la cueillette, effectuée à la tondeuse attachée à un sac de nylon, n'est pas précise, mélangeant jeunes pousses et vieilles feuilles ; de plus, certaines récoltes se font les jours de pluie, et les sacs de feuilles humides peuvent rester 4 jours dans ces sacs avant d'être traitées.

### Conditions de travail
Si Çay-Kur contrôle 60 % du marché de la production du thé, quelque 202 000 petits producteurs travaillent de manière indépendante.

### Transformation
Il existe en Turquie 300 usines de transformation du thé, dont 47 appartiennent à  Çay-Kur.

## Patrimoine culturel immatériel de l’humanité.
La Turquie et l'Azerbaïdjan ont obtenue en 2022 l'inscription sur la Liste représentative du patrimoine culturel immatériel de l’humanité.de l'UNESCO de  La culture du çay (thé): un symbole d’identité, d’hospitalité et d’interaction sociale.